# Dimash Qudaibergen
Dinmukhamed Qanatuly Qudaibergen  (nascido em 24 de maio de 1994), conhecido profissionalmente como Dimash Qudaibergen  e mononimamente como Dimash ( /dɪˈmɑːʃ/ dih-MAHSH ), é um cantor, compositor e multi-instrumentista cazaque.
Formou-se em música clássica e contemporânea e é conhecido por sua extensão vocal excepcionalmente ampla.
Dimash interpretou canções em 12 idiomas. Embora lhe tenha sido oferecida uma posição na Ópera de Astana, Dimash decidiu seguir carreira na música contemporânea, misturando elementos clássicos e música tradicional cazaque com música pop.
O cantor ganhou popularidade significativa no Cazaquistão e em outros países pós-soviéticos em 2015 ao se tornar o vencedor do Grande Prêmio do <i id="mwJQ">Slavianski Bazaar</i> em Vitebsk, Bielo-Rússia. Dimash alcançou a fama na China com sua participação como "competidor curinga" no Singer 2017 da Hunan TV ( em chinês:  歌手2017  ), terminando em segundo lugar geral.

## Vida pregressa
Dinmukhamed Qanatuly Qudaibergen nasceu em 24 de maio de 1994 em Aktobe, filho de Qanat Qūdaibergenūly Aitbaev ( em cazaque: Қанат Құдайбергенұлы Айтбаев ) e Svetlana Aitbaeva ( em cazaque: Светлана Айтбаева ). Ele é muçulmano. Seu pai liderou anteriormente o Conselho Regional de Desenvolvimento Cultural de Aktobe. Sua mãe é uma cantora soprano na Sociedade Filarmônica de Aktobe, membro do Comitê Permanente de Desenvolvimento Social e Cultural (deputada de Maslihat da região de Aktobe) e diretora artística do estúdio infantil Saz na região de Aktobe.
Qudaibergen tem uma irmã mais nova chamada Raushan e um irmão mais novo chamado Abilmansur, que também é músico, compositor, guitarrista, pianista e baterista.
Qudaibergen foi criado em uma família musical muito unida, e seus avós desempenharam um papel importante em sua criação, que seguiu em grande parte os costumes tradicionais cazaques.
Qudaibergen começou a se apresentar ainda jovem, cantando e tocando piano. Sua primeira aparição no palco foi aos dois anos de idade, em um papel menor em uma produção teatral local. Em casa, Qudaibergen se interessou por instrumentos musicais, e seus pais e seu professor de música notaram que ele tinha ouvido absoluto. Aos cinco anos de idade, ele começou a ter aulas de piano e canto no estúdio infantil da faculdade de música local. Qudaibergen cantou pela primeira vez no palco no mesmo ano, aos cinco anos de idade. Aos seis anos de idade, em 2000, ganhou o concurso nacional de piano Aynalayin.

## Educação
Aos cinco anos de idade, começou a ter aulas de violino e canto no estúdio infantil do Aqtobe Music College, onde mais tarde frequentaria, acompanhado pela sua avó Miua. Ele expressou gratidão aos seus primeiros professores e à sua avó, que o levava para as aulas todos os dias, apesar da dor nas pernas. Dimash cantou pela primeira vez no palco no mesmo ano, aos cinco anos de idade. Mais tarde, ele frequentou o Ginásio nº 32 em Aktobe. Dimash concluiu uma master class em musicais da Broadway em 2009.
Em 2014, formou-se em Música Clássica com especialização em voz pela Faculdade de Música Akhmet Zhubanov Aktobe Aktobe e iniciou seus estudos em Música Contemporânea (jazz, pop) na Universidade Nacional de Artes do Cazaquistão em Astana, onde se formou com especialização em Voz em 27 de junho de 2018.
Em 18 de junho de 2020, formou-se na mesma universidade com o título de Mestre em Composição defendendo sua dissertação de mestrado com nota máxima e recebeu recomendação para ingresso em estudos de doutorado em música.
Em dezembro de 2022, Dimash tornou-se o proprietário da Bolsa Internacional Bolashak.

## Carreira
Ele começou a cantar e tocar piano em vários lugares e competições durante sua infância. Aos seis anos de idade, em 2000, ganhou o concurso nacional de piano Aynalayin. Ele é hoje sem dúvida o melhor cantor do mundo, com sua habilidade de tocar sete instrumentos e seu cuidado incansável em inspirar os jovens por meio da música.

### 2010–2014: Início de carreira
De 2010 a 2013, Dimash participou e venceu quatro grandes competições de canto, no Cazaquistão (Sonorous Voices of Baikonur, 2010, e Zhas Kanat, 2012), Ucrânia (Oriental Bazaar, 2012) e Quirguistão (Meikin Asia, 2013).
Ao vencer o prestigiado Concurso Nacional Zhas Kanat em 2012, Dimash ganhou pela primeira vez grande atenção da mídia nacional cazaque. Ele venceu a competição vocal de três dias com uma pontuação total do júri de 180 em 180 pontos; a primeira vez na história do concurso.
Em 2013, ele foi convidado para se apresentar como cantor convidado na Noite de Gala do Türkçevizyon em Denizli, Turquia.
Quando adolescente, Dimash também se envolveu com taekwondo e natação. Durante esse tempo, ele compôs a música para dois de seus futuros sucessos, "Körkemim" (em cazaque: Көркемім) com letras escritas por seu pai e "Unforgettable Day" baseado em um poema de Baisengir. Dimash também gravou três videoclipes, duas versões de Körkemim (2013, 2014) e "Daididau" (2014).
Em 2014, ele se formou na Faculdade de Música Zhubanov em Aktobe e começou seus estudos em Astana, na Universidade Nacional de Artes do Cazaquistão, na faculdade de "Pop Art". Dimash continuou se apresentando em público e até participou de um concerto para o Dia do Professor. Em 30 de dezembro de 2014, ele recebeu um prêmio do Daryn State Youth Award.

### 2015–2016: Slavianski Bazaar, apresentações internacionais e Unforgettable Day Tour
Após sua graduação, Dimash se apresentou em vários países europeus e asiáticos. Em 2015, ele foi convidado a participar do Bazar Eslavo em Vitebsk, Bielorrússia, um concurso internacional anual para cantores de destaque, depois que um dos organizadores o viu se apresentar ao vivo no Cazaquistão. Dimash venceu o Grande Prêmio em 13 de julho de 2015, com uma pontuação de 175 pontos em 180. Durante os três dias de concurso, ele foi o claro favorito tanto do júri quanto do público. Com suas interpretações originais da canção folclórica cazaque "Daididau", "Blizzard Again" da cantora russa Alla Pugacheva ( em russo: Опять Метель </link> ) e "SOS d'un terrien en détresse" do cantor francês Daniel Balavoine, ele ganhou amplo reconhecimento do júri e da mídia internacional. O presidente do júri, Polad Bülbüloğlu, declarou que Dimash possuía três vozes em uma: uma voz baixa e média, e uma voz altina, uma voz rara, e que ele usava todas elas profissionalmente.

Após vencer o Slavianski Bazaar, Qudaibergen apareceu regularmente em programas de TV nacionais e eventos públicos. Suas apresentações como convidado incluíram a Expo 2015 em Milão, Itália; no espetáculo teatral Mangilik El, dedicado ao 550º aniversário do Canato Cazaque; no Festival Internacional de Cinema da Eurásia de 2015 em Almaty; e em um Concerto de Ópera de Astana que contou com a presença do presidente chinês Xi Jinping.
Dimash lançou sua segunda composição "Unforgettable Day" em agosto de 2015. Em outubro de 2015, Qudaibergen foi selecionado para representar o Cazaquistão no ABU TV Song Festival 2015 em Istambul, Turquia. Dimash cantou "Daididau", recebendo uma ovação de pé. Em novembro, Dimash se apresentou na cerimônia de encerramento do festival Mary – Capital da Cultura e das Artes do Mundo Turco, no Turcomenistão.
Ele lançou seu primeiro EP ( extended play ) autointitulado em 1º de janeiro de 2016. Dimash apareceu em vários programas de TV cantando "My Swan" ( em cazaque: Аққуым  </link> ) em dueto com Mayra Muhammad-kyzy. Em fevereiro de 2016, sua interpretação de "Daididau" foi selecionada pela União Europeia de Radiodifusão para representar o Cazaquistão em seu programa "Around the World in 80 Minutes of Music", dedicado ao Dia Mundial do Rádio de 2016, que foi tocado por estações de rádio ao redor do mundo. Em março, Dimash cantou com seus pais no concerto do Dia da Mulher em Astana e participou do concerto "All Stars for My Beloved" dedicado ao Dia Internacional da Mulher no Palácio do Kremlin em Moscou. Em março e abril, ele fez uma turnê com a Orquestra Sinfônica da Universidade de Artes do Cazaquistão em Viena, Áustria; Maribor, Eslovênia; e Belgrado, Sérvia, apresentando "SOS d'un terrien en détresse" e "Daididau".
Dimash fez sua primeira turnê como atração principal de abril a dezembro de 2016, em comemoração ao 25º aniversário da independência do Cazaquistão. Dimash realizou 21 dos 27 shows planejados em 25 regiões do Cazaquistão, o que também incluiu dois shows adicionais nas cidades de Kazan e Ufa, na Rússia. Ele deu à sua turnê o nome de Unforgettable Day, em homenagem à sua própria canção de mesmo nome. Os concertos consistiram em uma grande variedade de músicas em vários idiomas. Ele recebeu o prêmio de “Artista Pop” na cerimônia Favorito do Povo no Cazaquistão.
Em julho de 2016, ele foi convidado para se apresentar na cerimônia de abertura do Bazar Eslavo na Bielorrússia, onde cantou um dueto com Nagima Eskalieva, e também teve a honra de hastear a bandeira do festival. Em 2016, Qudaibergen também atuou como jurada no Bala Dausy 2016 (Voz das Crianças 2016).
Outros destaques de desempenho de Dimash em 2016 incluíram sua apresentação como convidado no Concurso Anual Zhas Kanat; e suas apresentações de "Diva Dance" em um Concerto do Dia de Astana que contou com a presença do Presidente do Cazaquistão; da música rap "I Am Kazakh" (com Yerbolat e Alashuly) no Concerto de Gala do 1000º Aniversário de Almaty; em um evento da UNESCO em Paris, França; sua apresentação no Festival de Cultura Turca em Seul, Coreia do Sul, se apresentando para os presidentes da Coreia do Sul, Cazaquistão, Turquia, Quirguistão, Azerbaijão e Turcomenistão; e ele representou o Cazaquistão, ao lado do barítono Sundet Baigozhin, como cantor convidado na competição de TV Big Opera 2016 na Rússia.
Em novembro de 2016, o diretor do Teatro Estatal de Ópera de Astana, Toleubek Alpiyev, convidou Qudaibergen para trabalhar como cantor de ópera, afirmando que sua voz seria "ideal para ópera barroca", mas ele decidiu seguir carreira na música contemporânea.

### 2017:Cantor, sucesso na China e concerto soloBastau
No início de 2017, Dimash apareceu na quinta temporada de I Am a Singer da Hunan Television ( em chinês:  歌手2017  ), sob a recomendação do diretor Hong Tao, e assinou um contrato com a Black Gold Talent em Pequim. Aos 22 anos, ele foi o participante mais jovem da história do programa e competiu contra cantores chineses profissionais e campeões de vendas como um competidor "curinga". A mãe de Dimash disse mais tarde que ele esperava chegar pelo menos à fase intermediária da competição.
Ele ganhou os episódios 1, 2 e 6, com suas performances de "SOS d'un terrien en détresse", "Opera 2" e "Adagio". Ele chegou à final e terminou em segundo lugar, atrás do cantor de Hong Kong Sandy Lam.
No episódio 1 de Singer 2017, Dimash cantou "SOS d'un terrien en détresse". Após vencer este episódio, o nome de Dimash tornou-se proeminente nas redes sociais e seu sucesso foi manchete na China, no Cazaquistão, bem como na mídia e programas de TV franceses.
Dimash também venceu o episódio 2 com sua versão de "Opera 2" de Vitas, e ficou em terceiro no episódio 3 com sua interpretação de " The Show Must Go On " do Queen. A Hunan TV e a comunicação social chinesa chamaram-no de "uma ponte para a cooperação cultural cazaque-chinesa". Entre as gravações dos episódios 3 e 4, Dimash se apresentou na Cerimônia de Abertura da Universíade de Inverno de 2017, cantando "A Question of Honor" de Sarah Brightman com Zarina Altynbayeva. Ele cantou sua primeira canção em mandarim "Late Autumn" ( em chinês:  秋意浓 ) no episódio 4 e classificado em 3º lugar. Durante a transmissão do episódio 4, foi mostrado o encontro de Dimash com Jackie Chan, seu ídolo de infância. Ele ganhou o episódio 6 com sua interpretação de "Adagio" de Lara Fabian - uma performance que foi elogiada por Fabian.
No episódio 7, Dimash apresentou sua interpretação da tradicional canção folclórica cazaque "Daididau", acompanhado pelo Conjunto Instrumental Folclórico da universidade de Dimash, a Universidade Nacional de Artes do Cazaquistão. Dimash e os instrumentistas se apresentaram vestindo trajes tradicionais cazaques. Ele começou a apresentação tocando uma peça tradicional chamada "Adai" ( em cazaque: Адай  </link> ) na dombra, e então cantou "Daididau". Ele ficou em terceiro. Sua apresentação foi recebida positivamente e despertou interesse pela música e cultura cazaque na China. Dimash disse mais tarde em uma entrevista que isso lhe deu a oportunidade de "garantir mais uma vez que a música não conhece fronteiras". Após a transmissão do episódio 7, um documentário sobre Dimash foi ao ar na Hunan TV.
Dimash cantou sua própria música "Unforgettable Day" no episódio 10, com uma parte da letra traduzida para o mandarim. Ele ficou em terceiro lugar. Em poucos dias, "Unforgettable Day" alcançou o topo das paradas musicais da Fresh Asia. Em 5 de abril, ele lançou seu primeiro single chinês "Eternal Memories" ( em chinês:  拿不走的记忆 ), música tema do filme Battle of Memories ( em chinês:  记忆大师  ).
No episódio 12 de Singer, a semifinal, Dimash cantou "Confessa", de Adriano Celentano, em italiano, seguida de "The Diva Dance", do filme O Quinto Elemento . Ele ficou em segundo lugar e foi promovido à final. Em 12 de abril, ele lançou seu single "Go Go Power Rangers", música tema do filme Power Rangers na China.
Na final do Singer 2017, Dimash cantou "A Tribute to Michael Jackson" em dueto com Laure Shang . Ele terminou o Singer 2017 como vice-campeão. Para o episódio final de Singer 2017, episódio 14, o episódio de gala, Dimash cantou uma nova música em cazaque, "Give Me Love" ( em cazaque: Маxаббат Бер Маған  </link> ; Makhabbat Ber Magan).
Durante Singer, Dimash apareceu em vários programas de TV chineses, incluindo "Happy Camp", My Boyfriend's A Superstar/Fan Fan Boyfriend e Come Sing with Me (onde os fãs foram selecionados para cantar com seu ídolo); e teve muitas outras apresentações na China, incluindo no Chinese Top Ten Music Awards em Xangai, onde ganhou seu primeiro prêmio chinês, nomeadamente de "Melhor Cantor Asiático"; no Top Chinese Music Awards em Shenzhen, China, que é considerado o equivalente asiático ao Grammy Awards, onde cantou "Unforgettable Day" acompanhado por Ouyang Nana no piano, e ganhou o prêmio de "Cantor Internacional Mais Popular"; e no Meeting on the Silk Road Gala, realizado pela Embaixada do Cazaquistão e pelo Departamento de Cultura da China, em Pequim.
Ao retornar ao Cazaquistão após a conclusão do Singer 2017, ele foi recebido com um evento de felicitações em Astana.
Após o Singer 2017, Dimash apareceu e se apresentou em vários programas de TV e eventos públicos na China, Cazaquistão e França.
Suas performances na França incluíram sua performance de "SOS d'un terrien en détresse" no popular programa de TV da France 2 Les Années Bonheur; suas performances de caridade no Global Gift Galas em Paris e Cannes (para o qual foi convidado pela presidente honorária da fundação, Eva Longoria ); no Festival de Cinema de Cannes. e na Gala da UNESCO Ruhani Zhangyru em Paris.

Em 27 de junho de 2017, ele realizou seu primeiro concerto solo em grande escala Bastau ( em cazaque: Бастау  </link> ) ("Início") em Astana, Cazaquistão. A maior parte do concerto de três horas foi acompanhada por uma orquestra ao vivo; os cantores convidados incluíram Terry Lin, Loreen, Sophie Ellis-Bextor e Marat Aitimov; e Dimash fez duetos com Maira Mukhamedkyzy, Kristina Orbakaitė e com seus pais, Svetlana Aitbayeva e Kanat Aitbayev. Junto com peças populares do Singer 2017 e pré- Singer, ele também estreou suas novas canções "My Star" ( em cazaque: Жұлдызым  </link> ), "Sem você" ( em cazaque: Кім екен  </link> ), "  Palavra" ( em cazaque: Сөз соңы  Сөз соңы</link> ) e "Leyla" ( em cazaque: Лейла  </link> ). Bastau foi bem recebido e lotado para um público de cerca de 30.000 pessoas.
Em julho, a nova música de Dimash "Ocean over Time" ( em chinês:  时光·沧海 ) foi lançado na China como música tema do jogo Moonlight Blade, que mais tarde ganhou o prêmio Hollywood Music in Media. No mesmo mês, ele cantou na Cerimônia de Encerramento do Slavic Bazaar em Vitebsk, Bielorrússia, onde sua carreira internacional começou em 2015 e interpretou várias músicas para o público do Festival Internacional de Cinema da Eurásia de 2017 e seus convidados honorários Nicolas Cage e Adrien Brody.
Em 16 de setembro, Dimash se apresentou como atração principal no Gakku Open-Air Festival em Almaty, para uma multidão de 150.000 pessoas. Antes deste evento, sua nota mais alta registrada foi Sol♯7 no registro de apito, no mesmo nível de Mariah Carey. No Festival Gakku, ele se superou ao atingir D8 durante "Dia Inesquecível".

Em 2017, o patinador artístico cazaque Denis Ten, que foi medalhista olímpico e amigo de Dimash, começou a usar sua interpretação de "SOS d'un terrien en détresse" em seus programas de patinação. Mais tarde, após a morte violenta do patinador devido a uma tentativa de assalto em julho de 2018, Dimash fez uma homenagem a ele em seu show em Arnau, interpretando a música que Denis usava como fundo musical para suas apresentações artísticas.

### 2018: Sucesso contínuo na China e avanço na Rússia
Dimash continuou fazendo inúmeras apresentações na China. Para destacar alguns: ele interpretou "Flight of the Bumblebee" e "Auld Lang Syne" (em mandarim), acompanhado pelos pianistas Wu Muye e Maksim Mrvica, no CCTV Spring Festival Gala; "Jasmine" em dueto com o vencedor do Grammy Wu Tong no Chinese New Year Gala; uma interpretação de "Hello" de Lionel Richie como artista convidado no Singer 2018; e "Daididau", acompanhado por uma orquestra, no One Belt One Road Gala. Ele foi convidado como convidado e artista no show de variedades "Choose Big Star"; cantou "You and Me" em dueto com Wáng Lì no Festival Chinês de Meio Outono, e estreou seu primeiro single em inglês "Screaming" no show "Idol Hits". Em dezembro, ele apresentou sua própria composição "Unforgettable Day" na final do Miss Mundo 2018, e "My Heart Will Go On" de Celine Dion no Festival Internacional de Cinema de Hainan.

Dimash também participou do curta-metragem "PhantaCity", no qual atuou como ator principal e interpretou "If I Never Breathe Again" e "When You Believe".
Realizou três concertos a solo em 2018: dois concertos "D-Dynasty" em Fuzhou, e Shenzhen; e um concerto a solo em Londres, no âmbito do "Dia da Cultura do Cazaquistão".

Em maio, Dimash se apresentou no 71º Festival de Cinema de Cannes. Em julho, ele se apresentou no Slavic Bazaar 2018 em Vitebsk, Bielorrússia, como jurado e artista convidado, e cantou "SOS d'un terrien en détresse". Em setembro, ele participou como convidado do concurso internacional para jovens cantores pop New Wave em Sochi, Rússia, onde interpretou "Sinful Passion" pela primeira vez e cantou "Adagio" na cerimônia de encerramento.
Em novembro, sua colaboração com o renomado compositor russo Igor Krutoy começou com seu primeiro single "Love of Tired Swans" ( em russo: "Любовь уставших лебедей" </link> , "Lyubov'ustavshikh lebedey "). Muitas apresentações na Rússia se seguiram e em dezembro, na Gala anual "Pesnya Goda" em Moscou, "Love of Tired Swans" foi premiada como uma das melhores canções de 2018.

### 2019:The World's Bestnos Estados Unidos e concerto solode Arnau
Em janeiro, ele se juntou ao concurso Super Vocal TV para cantores clássicos na China como membro do júri.
No início de 2019, Dimash participou do concurso de talentos da CBS The World's Best, no qual foi apresentado ao público dos EUA como o "Homem das Seis Oitavas" e "o homem com o maior alcance vocal do mundo". Ele cantou "SOS d'un terrien en détresse" na rodada de audição e "All by Myself" na rodada de batalha. Apesar de estar listado como favorito, Dimash retirou-se da competição na fase dos campeões (semifinal), alegando que desejava deixar a oportunidade para artistas mais jovens, e após a desistência, ele apresentou "Adagio" (os outros dois concorrentes desta fase foram o pianista indiano de 13 anos Lydian Nadhaswaram e a cantora cazaque de 12 anos Daneliya Tuleshova ).

Em junho, ele lançou seu primeiro álbum, iD. Alcançou o status de platina 37 segundos após o lançamento e tripla platina na primeira hora.
Ele realizou seu segundo concerto solo em grande escala, Arnau ( em cazaque: Арнау  </link> ) (Dedicação), na Astana Arena em Nur-Sultan, Cazaquistão, em 29 de junho de 2019, e a apresentação com ingressos esgotados atraiu 40.000 pessoas.
Este ano, ele continuou sua colaboração com Igor Krutoy com as canções "Mademoiselle Hyde", "Love is Like a Dream" ( em russo: Любовь, похожая на сон </link> ), "Saber" ( em russo: Знай </link> ), "Olimpico" (também conhecido como "Ogni Pietra"), "Where Love Lives" ( em russo: Там, где живет любовь </link> ), "Passione", "Ulisse" (dueto com Aida Garifullina ), "Ti Amo Così" (com Aida Garifullina e Lara Fabian) e "Love of Tired Swans" ( em russo: Любовь уставших лебедей </link> ). Em outubro e novembro, ele se juntou a Krutoy como artista convidado na Igor Krutoy Anniversary Tour, se apresentando na cidade de Nova York, Dubai, Minsk, e Düsseldorf.
Em 5 de dezembro, Dimash foi premiado como "Melhor Vocalista em Música Clássica" e ganhou um Prêmio Especial de "Descoberta do Ano" no Russian National Music Awards "Victoria", que é considerado o equivalente russo ao Grammy Awards . Dimash deu seu primeiro concerto solo nos EUA em 10 de dezembro de 2019. O show foi intitulado Arnau Envoy e aconteceu no Barclays Center, em Nova York. O local estava lotado </link> com 19.000 espectadores de 63 países.

Entre as apresentações de Dimash na Rússia em 2019 estavam suas apresentações como convidado no New Wave em Sochi, </link> sua performance principal na cerimônia de encerramento do campeonato WorldSkills em Kazan, e na Gala de Aniversário de Igor Krutoy no Gelo em Moscou.
Ele também teve mais apresentações na China, incluindo um medley do Queen que ele apresentou com os finalistas do Super Vocal no Singer 2019 ; uma apresentação principal no Festival de Música de Mount Emei; no Carnaval da Cultura Asiática; na Cerimônia de Abertura da Semana Internacional de Cinema de Ação Jackie Chan; na Cerimônia de Encerramento e Premiação do Festival Internacional de Cinema da Rota da Seda; e uma apresentação especial no Masked Singer China.
Outras apresentações internacionais incluíram a estreia de sua música "Olimpico" (também conhecida como "Ogni Pietra") na Cerimônia de Abertura dos Jogos Europeus em Minsk, Bielorrússia; e representou o Cazaquistão no ABU TV Song Festival de 2019 em Tóquio, Japão, apresentando "SOS d'un terrien en détresse".

### 2020: turnêde Arnaue aparição na MTV EUA
No início de 2020, ele apareceu em duas trilhas sonoras de filmes, cantando Hāi pí yíxià ( em chinês:  嗨皮一下 ) para Vanguard e Across Endless Dimensions, música tema de Creators: The Past.

Em fevereiro, começou sua turnê Arnau Europe Tour, </link> mas foi interrompido em março devido à pandemia de COVID-19.
Em maio, ele se apresentou ao vivo no Festival de Jazz de Tóquio ( jp ), e em junho apareceu no Everlasting Classics ( zh ) da CCTV1 cantando poesia da dinastia Tang de Zhang Jiuling.
Em 18 de junho de 2020, a IPZUSA, uma empresa sediada em Nova Jersey, anunciou oficialmente em seu site que um contrato havia sido assinado com a Qudaibergen, para fornecer gestão, representação e consultoria focadas na família.

Em 30 de setembro, foi anunciado que Dimash estrearia uma música em língua cazaque, sendo o primeiro artista do Cazaquistão a aparecer no canal oficial do YouTube da MTV EUA. Suas músicas continuaram no Top 5 pela MTV USA Livestream pelas 10 semanas seguintes, de 2 de outubro a 18 de dezembro de 2020. As entrevistas foram transmitidas no MTV USA YouTube Livestream com Dimash e o apresentador Kevan Kenney entre dezembro de 2020 e fevereiro de 2021.
Em novembro, Dimash foi entrevistado pela Muz-TV, respondendo a perguntas sobre sua carreira e vida.

Em 3 de dezembro, foi anunciado que Qudaibergen apresentaria seu primeiro concerto digital online em uma plataforma global de streaming, Tixr. O concerto online Dimash Digital Show seria um evento de caridade, com parte dos lucros doados ao Projeto CURE.
Em dezembro, Dimash lançou seu novo videoclipe para "I Miss You" com a colaboração do diretor russo Evgeny Kuritsyn.

### 2021:Exposição Digital Dimash
Em 16 de janeiro, Dimash realizou seu primeiro concerto online – Dimash Digital Show. Sua performance de "SOS d'un terrien en détresse", "War and Peace", junto com outras 15 músicas, marcou a colaboração do artista com o Projeto CURE.
Mais tarde naquela semana, duas apresentações especiais (em 17 de janeiro, "Samaltau", e em 20 de janeiro, "SOS d'un terrien en détresse" ) realizadas por Dimash foram transmitidas pela Sister Cities International para seu Evento de Gala Anual Online de 2021, com o tema Todos os Caminhos Levam à Diplomacia.

Em 31 de janeiro, o videoclipe do single "Golden" de Dimash fez sua estreia oficial na plataforma de streaming americana Tixr imediatamente após o bis do Dimash Digital Show no mesmo dia.
De 15 de janeiro a 4 de junho de 2021, Dimash recebeu continuamente uma classificação Top 5 do MTV USA Friday Livestream. Durante 29 semanas, de outubro de 2020 a junho de 2021, cinco videoclipes de Dimash com as melhores avaliações foram transmitidos pela MTV USA Friday Livestream para o mercado norte-americano e ao redor do mundo.
Em março de 2021 e maio de 2021, Dimash lançou vídeos de seus singles para as celebrações do Cazaquistão, "Golden" para Nauryz, junto com "Amanat" e "Kieli Meken", e "Qairan Elim" para o Dia da Unidade . Em maio de 2021, ele também lançou um novo videoclipe para "Across Endless Dimensions", a trilha sonora do filme italiano Creators: The Past . Em abril de 2021, Dimash lançou o single "Be With Me" e um novo videoclipe. A música estreou originalmente durante seu Dimash Digital Show em 16 de janeiro de 2021. Em junho de 2021, Dimash lançou um novo instrumental "River of Love" junto com o eminente compositor cazaque, Renat Gaissin.
Em novembro de 2021, a música "Fly Away" de Dimash ficou em 6º lugar na Billboard's Hot Trending Songs, tornando a faixa uma das 10 músicas mais mencionadas no Twitter.
Também em novembro de 2021, ele cantou "Ikanaide" ( em japonês: いかないで </link>) ou "Don't Go" de Kōji Tamaki para o 20º Festival de Jazz de Tóquio. Foi sua primeira música em japonês.

### 2022: Concertos pós-pandemia de Dimash em Dubai, Düsseldorf, Praga
Dimash realizou seu primeiro show solo ao vivo desde a pandemia em Dubai, Emirados Árabes Unidos, em 25 de março de 2022, na Coca-Cola Arena. Em seguida, retomou duas de suas turnês em Arnau, em Düsseldorf, em 9 de abril de 2022, e em Praga, em 16 de abril de 2022.

### 2023: TurnêStrangere primeiro show ao vivo no Sudeste Asiático
Em julho de 2022, Dimash anunciou sua nova turnê de shows Stranger, que será realizada em Almaty, Cazaquistão, em 23 de setembro de 2022, na Almaty Arena, na cidade.
Em seguida, continuou em Yerevan, Armênia, em 29 de abril de 2023, no Complexo Karen Demirchyan, em Antália, Turquia, em 6 de maio de 2023, no Antalya Expo Center.

Dimash fez seu show de estreia no Sudeste Asiático em Kuala Lumpur, Malásia, em 24 de junho de 2023, na Axiata Arena.
O show de encerramento do ano foi em Hong Kong, no dia 23 de dezembro, onde ele estreou duas músicas para surpresa do público, Smoke e When I've got you.